# Думбрэвану, Даниел
Даниел Думбрэвану (рум. Daniel Dumbrăvanu; род. 22 июля 2001, Бельцы, Молдова) — молдавский футболист, защитник клуба ЧФР Клуж. Игрок сборной Молдовы.

## Карьера

### «Бэлць»
В июле 2017 года стал игроком основной команды ФК «Бэлць». Дебютировал в Национальном Дивизионе 1 июля 2018 года в матче с «Шерифом».
Сыграл в квалификации Лиги Европы УЕФА в двух матчах против «Гурника».

### «Дженоа»
29 июля 2018 года перешёл в «Дженоа», где был заявлен за команду U19.

### «Пескара»
В январе 2020 года отправился в аренду в «Пескару», где был заявлен за команду U19.

### «Луккезе»
14 августа 2021 года отправился в аренду в клуб «Луккезе» из Серии С. Дебютировал за клуб в Серии С в матче с «Витербезе».

### «Сиена»
В январе 2022 года отправился в аренду в «Сиену». Дебютировал за клуб 30 января 2022 года в матче с «Реджаной».

## Карьера в сборной
Выступал за сборные Молдавии до 17 и 21 года. В 2021 году получил вызов в национальную команду страны. Дебютировал на международном уровне в матче квалификации к Чемпионату Мира 2022 против сборной Израиля, заменив Вадима Болохана.